# Martilandrán
Martilandrán es una alquería del concejo de Nuñomoral, en la comarca de Las Hurdes, provincia de Cáceres, Comunidad Autónoma de Extremadura (España).

## Historia
Su etimología sugiere que fue hogar de algún Martín Landrán, y con el paso del tiempo se concatenó el nombre. Es posible que sea de origen judío, aunque no se conoce presencia judía en la zona. 
Perteneció al municipio de la Alberca durante varios siglos, desde donde se administraban los impuestos. En la división territorial de España en 1833, pasó a depender de Nuñomoral.

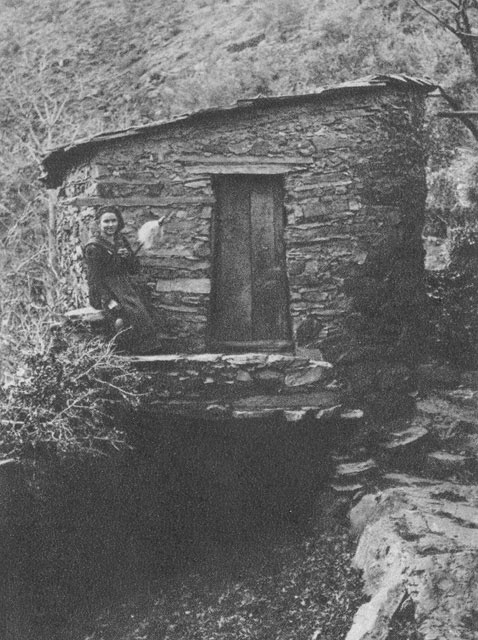
Fotografía antigua de una hilandera en Martilandrán.

Cercana a La Fragosa y El Gasco en distancia e idiosincrasia, es una de las alquerías más aisladas de las Hurdes.
Al igual que otras localidades de la región, su desarrollo actual pasaría por el turismo. Sin embargo su remoto acceso, la necesidad de inversiones, y la competencia con aldeas cercanas, hacen difícil este avance.
Actualmente se ha notado una creciente actividad apicultora, cuya miel es un manjar natural.

## Fiestas
En el pasado se celebraban las más comunes al calendario típico de la región. Debido a la escasa población, muchas se han dejado de lado.
- Las más conocidas actualmente son las que se celebran alrededor del 25 de julio y conmemoran a la Virgen de Santa Ana. Suelen durar alrededor de 1 a 3 días compartiendo las noches de actuación con La Fragosa.
- Los Carnavales, al igual que en las aldeas adyacentes.
- La Fiesta de San Juan con sus actividades típicas: hoguera, sahumerios y el palo de San Juan.
- Los rezos a San Antonio, con el objetivo de ahuyentar las tormentas.
- San Pedro de Alcántara, en octubre.
- El Día de Todos los Santos se lleva a cabo la calbochá.

## Lugares de interés
Los principales lugares de interés de este pueblo son la arquitectura y forma de sus casas más antiguas (en una de ellas, que aún se puede ver y está señalizada, cuentan los antiguos que se arrió el Rey Alfonso XIII de España en su visita a Las Hurdes del año 1922, quien regaló a cada familia 50 pesetas de la época) que se suelen encontrar en la parte baja del pueblo, huertos y montañas. También se puede ver a artesanos de la zona construir casas en miniatura con piedras cogidas de las montañas, así como otras, en tamaño casi a escala real y de singularidad belleza y originalidad, desperdigadas por los principales senderos turísticos de la zona, y que han sido construidas de forma desinteresada por un vecino del mismo pueblo.
Las actividades principales para el turismo son el senderismo y el contacto con la naturaleza. Por las pistas de las montañas se puede andar y montar en bicicleta de montaña y ver así el distinto paisaje extremeño. Las piscinas naturales permiten disfrutar de un baño totalmente natural.